# 粟田奈勢麻呂
粟田 奈勢麻呂（あわた の なせまろ）は、奈良時代の貴族。官位は従四位下・遠江守。

## 経歴
近江少掾・主税助を経て天平20年（748年）従五位下に叙爵する。のち越前守に任ぜられ、聖武朝末の天平感宝元年（749年）東大寺が越前国に寺領を求めた際、墾田地の選定に携わっている。
天平感宝元年（757年）藤原仲麻呂が紫微内相に任ぜられると同時に正五位下に叙せられ、間もなく要職である左中弁に任ぜられる。天平宝字2年（758年）淳仁天皇の即位に伴って正五位上に昇叙されると、淳仁朝では右京大夫・司門衛督などを歴任し、天平宝字6年（762年）従四位下・遠江守に至るなど、藤原仲麻呂政権下で順調に昇進を果たした。またこの間の天平宝字5年（761年）には礼部少輔・藤原田麻呂らと共に保良宮に派遣され、班給宅地使（官人に宅地を分配支給する役）を務めている。
天平宝字8年（764年）藤原仲麻呂の乱終結後の10月に遠江守を解任されており（後任は下毛野多具比）、乱によって失脚したと見られる。 神護景雲元年（767年）8月29日卒去。最終官位は散位従四位下。

## 官歴
注記のないものは『続日本紀』による。
- 天平10年（738年） 4月：見近江少掾[3]
- 時期不詳：従六位上
- 天平17年（745年） 4月21日：見主税助[4]
- 時期不詳：正六位上
- 天平20年（748年） 2月19日：従五位下
- 天平感宝元年（749年） 4月1日：見越前守[5]
- 天平勝宝4年（752年） 5月26日：越前守
- 時期不詳：従五位上
- 天平勝宝9歳（757年） 5月20日：正五位下。6月16日：兼左中弁、越前守如故
- 天平宝字2年（758年） 8月1日：正五位上
- 天平宝字3年（759年） 5月17日：右京大夫
- 天平宝字5年（761年） 正月21日：見司門衛督
- 天平宝字6年（762年） 正月4日：従四位下。4月1日：遠江守
- 天平宝字8年（764年） 10月：解遠江守か
- 神護景雲元年（767年） 8月29日：卒去（散位従四位下）